# شلل فرط بوتاسيوم الدم الدوري
شلل فرط بوتاسيوم الدم الدوري هو اضطراب وراثي. ويحدث ذلك في البشر، والخيول (حيث يعرف أيضا باسم متلازمة ايمبريسف، بعد حالة مؤشر في حصان اسمه ايمبريسف، أو ربما واحد من أسلافه)، وربما الحيوانات الأخرى. وهو اضطراب جسمي مهيمن وراثي يؤثر على قنوات الصوديوم في خلايا العضلات والقدرة على تنظيم مستويات البوتاسيوم في الدم. هو أكثر شيوعا في الخيول، ولكن يحدث في البشر، حيث يمكن أن يسمى غامستورب أدينامي العرضية. ويتميز بضعف العضلات، التي تفاقمت من قبل البوتاسيوم والحرارة أو البرد، يمكن أن يؤدي إلى هز غير منضبط تليها شلل. بداية في البشر عادة ما يحدث في مرحلة الطفولة المبكرة، ولكن لا يزال يحدث مع البالغين. 
الطفرة التي تسبب هذا الاضطراب هي السائدة على SCN4A مع الربط إلى قناة الصوديوم أعرب في العضلات. ويسبب الطفرة تغيرات أحادية في الأحماض الأمينية في أجزاء من القناة وهي مهمة للتفعيل. في وجود مستويات البوتاسيوم عالية، بما في ذلك تلك التي يسببها النظام الغذائي، تفشل قنوات الصوديوم لتعطيل بشكل صحيح. 
يحدث شلل فرط بوتاسيوم الدم في 1 من كل 50 حصان ويمكن أن تعزى إلى سلف واحد، وهو الفحل اسمه ايمبريسف. 

## المرض في الخيول

### الاعراض
يتميز هذا المرض الموروث عن طريق الوخز العضلي العنيف والضعف العضلي الكبير أو الشلل بين الخيول المتضررة. هو اضطراب وراثي. وبالتالي، هيتيروزيغوتس ولدت إلى الخيول العادية وراثيا لديها احتمالية إحصائية لإنتاج ذرية تتأثر سريريا 50٪ من الوقت. 
الخيول  يمكن علاجها ولكن درجة العلاج الطبي تساعد ويختلف من حصان إلى حصان. لا يوجد علاج. الخيول غالبا ما تفقد السيطرة على العضلات خلال الهجوم. 
بعض الخيول أكثر تأثرا بالمرض من غيرها، وبعض الهجمات ستكون أشد من غيرها، حتى في نفس الحصان. قد تشمل أعراض الهجوم: 
- ارتجاف العضلات
- هبوط الجفن الثالث - وهذا يعني أن الجفن الثالث يمسح عبر العين أو يغطي أكثر من العين من المعتاد
- الضعف العام
- الضعف في نهاية الخلف - قد يبدو الحصان كما لو أنه «كلب جالس»
- انهيار كامل ويني غير طبيعي - لأن عضلات فواسيبوكس تتأثر وكذلك العضلات الأخرى
- الوفاة - في حالة هجوم شديد، يكون الحجاب الحاجز مشلولا ويمكن أن يختنق الحصان

تحدث الهجمات عشوائيا ويمكن أن تضرب حصان يقف بهدوء في مستقر بسهولة كما هو الحال أثناء ممارسة الرياضة. بعد هيب هيب، الحصان يبدو طبيعيا وليس في أي ألم مما يساعد على تمييزه عن الفروسية إكيتيونال رابدوميوليسيس (إير)، والمعروف باسم «أزوتريا»، «صباح الاثنين المرض» أو «ربط». الخيول التي هي ربط عادة ما يعاني من هجمات في اتصال مع ممارسة الرياضة، ويمكن أن يستغرق في أي مكان من 12 ساعة إلى عدة أيام للتعافي. تلف الأنسجة العضلية في هجوم من إير، وسوف يكون الحصان في الألم أثناء وبعد الهجوم. سيكشف فحص الدم عن ارتفاعات في بعض الانزيمات العضلية بعد حلقة من إير وبالتالي فإن هذين المرضين، في حين يشبهان سطحي، يسهل تمييزهما عن بعضهما البعض في المختبر.
على عكس المضبوطات، الخيول مع هيب واعية تماما وواضحة خلال هجوم. قد تخنق الخيول أثناء هجوم هيب بسبب شلل الجهاز التنفسي. الخيول التي تنهار خلال حلقة هي بالأسى بشكل واضح لأنها تكافح مرارا وتكرارا للوصول إلى أقدامهم. إذا حدث هذا أثناء تعريض الحصان أو التعامل معه بطريقة أخرى، قد يتعرض المعالج أو الراكب البشري لخطر الإصابة بسبب حركة الحصان. 

### Genetics
في عام 1994، قام باحثون في جامعة بيتسبرغ، بمنحة من منظمات الخيول،  بإعاقة الطفرة الجينية المسؤولة عن المشكلة وطوروا اختبارا دميا لها. باستخدام هذا الاختبار، يمكن تعريف الخيول على النحو التالي: 
- H / H، وهذا يعني أن لديهم الطفرة وهو متماثل. هذه الخيول تمر دائما على المرض.
- N / H، وهذا يعني أن لديهم الطفرة وأنه غير متجانسة. وتتأثر هذه الخيول بدرجة أقل وتمرر المرض 50٪ من الوقت.
- N / N، وهذا يعني أنها لا تملك الطفرة ولا يمكن أن تمر عليه، حتى لو كانوا أحفاد من الإعجاب.

في حالة الحصان مثير للإعجاب، كانت العضلات التعاقد دائما وهو ما يعادل العمل المستمر بها. وهكذا تطور عضلات مثيرة للإعجاب.

### Regulation
وقد وضعت بعض المنظمات  قواعد لمحاولة القضاء على هذا المرض على نطاق واسع. جمعية الحصان الأمريكية (أخا) تفرض اختبارات على المهرات المنحدرة من مثيرة للإعجاب إذا كان كل من والدي مهرا لم تكن متماثلة سالبة (N / N) للجين، ومنذ عام 2007، لم يسجل فوالز متماثل (H / H) ل الجين. منذ عام 2007، وقد طلب أبالوسا الحصان نادي (أبهك) المهرات ينحدر من مثير للإعجاب ليتم اختبارها، بحيث يمكن تسجيل النتائج على شهادتها. جمعية الحصان الأمريكية الأمريكية (أفا) كلفت أنه بعد عام 2017، يجب اختبار الفحول ل هيب بحيث يمكن لمالكي الفرس اتخاذ قرار مستنير قبل اختيار الفحل لتربية إلى فرسهم. 

## المرض في البشر
على الرغم من أن أقل بكثير الدعاية، لوحظ الشلل الدوري فرط بوتاسيوم الدم في البشر. في البشر يسبب اضطراب نوبات ضعف العضلات الشديد، مع الهجمات غالبا ما تبدأ في مرحلة الطفولة. اعتمادا على نوع وشدة هيبركب، فإنه يمكن أن تزيد أو استقرار حتى العقد الرابع أو الخامس حيث الهجمات قد تتوقف، تراجع، أو حسب نوع، تستمر في سن الشيخوخة. العوامل التي يمكن أن تؤدي إلى هجمات تشمل الراحة بعد التمرين، الأطعمة الغنية بالبوتاسيوم، والإجهاد، والتعب، والتغيرات المناخية، وبعض الملوثات (مثل دخان السجائر) والصيام. قوة العضلات في كثير من الأحيان يحسن بين الهجمات، على الرغم من أن العديد من الناس المتضررين قد يكون نوبات متزايدة من ضعف العضلات مع تقدم الاضطراب (الهجمات الفاشلة). في بعض الأحيان مع هيبيركبب تلك المتضررة قد تواجه درجات تصلب العضلات وتشنجات (ميوتونيا) في العضلات المصابة. هذا يمكن أن يكون سببه نفس الأشياء التي تؤدي إلى الشلل، تعتمد على نوع من ميوتونيا.
بعض الأشخاص الذين يعانون من الشلل الدوري من فرط بوتاسيوم الدم زادت مستويات البوتاسيوم في الدم (فرط بوتاسيوم الدم) خلال الهجمات. في حالات أخرى، ترتبط الهجمات مع مستويات البوتاسيوم في الدم العادية (نورموكاليميا). ويمكن أن يؤدي استنزاف البوتاسيوم إلى شن هجمات على الأفراد المتضررين، حتى لو لم ترتفع مستويات البوتاسيوم في الدم.
على النقيض من هيبيركبب، الشلل الدوري نقص بوتاسيوم الدم (وأشار في البشر) يشير إلى فقدان من الطفرات وظيفة في القنوات التي تمنع ديبولاريساتيون العضلات وبالتالي تتفاقم بسبب تركيزات أيونات البوتاسيوم منخفضة. 

### علاج
- يمكن إعطاء الجلوكوز أو غيرها من الكربوهيدرات أثناء الهجوم وقد يقلل من شدتها.[7]
- Intravenous calcium decreases activity of sodium channels. It may stop sudden attacks.
- Diuretics such as furosemide may be needed to stop sudden attacks; acetazolamide and thiazide diuretics such as chlorothiazide are also effective.
- Intravenous glucose and insulin stimulates potassium uptake into the cell by the Na-K ATPase and may reduce weakness without a loss of total body potassium.
- A high-carbohydrate diet may be recommended.
- Avoidance of other known attack triggers.[8]

## روابط خارجية
- Horsetalk.co.nz: HYPP: getting to grips with Hyperkalemic Periodic Paralysis
- UC Davis VGL: HYPP genetic test information page
- Bringing Light to HyPP
- Purdue Animal Disease Diagnostic Laboratory: HYPP — Still With Us
- Muscular Dystrophy Association: Periodic Paralysis (Hyper and Hypo) (humans)
- GeneReview/NIH/UW entry on Hyperkalemic Periodic Paralysis Type 1